# Nifty Jr.
Le Nifty Jr. est un indice boursier indien composé de 50 des principales capitalisations boursières du pays ne faisant pas partie de l'indice Nifty.

## Composition
Au 31 mai 2011, l'indice Nifty Jr. se composait des titres suivants:
| Code     | Société                               | Poids indiciel | Secteur                      |
| -------- | ------------------------------------- | -------------- | ---------------------------- |
| Z IS     | Zee Entertainment Enterprises         | 2.27 %         | Consommation cyclique        |
| IH IS    | Indian Hotels                         | 1.2 %          | Consommation cyclique        |
| TTAN IS  | Titan Industries                      | 2.69 %         | Consommation cyclique        |
| BHFC IS  | Bharat Forge                          | 1.28 %         | Consommation cyclique        |
| EXID IS  | Exide Industries                      | 2.17 %         | Consommation cyclique        |
| CLGT IS  | Colgate-Palmolive India               | 1.76 %         | Consommation non cyclique    |
| UNSP IS  | United Spirits                        | 2.77 %         | Consommation non cyclique    |
| COAL IS  | Coal India                            | 7.63 %         | Énergie                      |
| HPCL IS  | Hindustan Petroleum                   | 1.86 %         | Énergie                      |
| ANDB IS  | Andhra Bank                           | 1 %            | Finance                      |
| BOB IS   | Bank of Baroda                        | 4.3 %          | Finance                      |
| BOI IS   | Bank of India                         | 2.47 %         | Finance                      |
| CBK IS   | Canara Bank                           | 2.3 %          | Finance                      |
| FB IS    | Federal Bank                          | 2.25 %         | Finance                      |
| HDIL IS  | Housing Development & Infrastructure  | 1.2 %          | Finance                      |
| IDBI IS  | IDBI Bank                             | 1.37 %         | Finance                      |
| IFCI IS  | IFCI                                  | 0.97 %         | Finance                      |
| IOB IS   | Indian Overseas Bank                  | 0.89 %         | Finance                      |
| IIB IS   | IndusInd Bank                         | 2.71 %         | Finance                      |
| LICHF IS | LIC Housing Finance                   | 2.06 %         | Finance                      |
| POWF IS  | Power Finance                         | 0.7 %          | Finance                      |
| RECL IS  | Rural Electrification                 | 2.06 %         | Finance                      |
| SHTF IS  | Shriram Transport Finance             | 2.76 %         | Finance                      |
| SNDB IS  | Syndicate Bank                        | 0.61 %         | Finance                      |
| UNBK IS  | Union Bank of India                   | 2.12 %         | Finance                      |
| YES IS   | Yes Bank                              | 2.12 %         | Finance                      |
| BIOS IS  | Biocon                                | 0.73 %         | Santé                        |
| GLXO IS  | GlaxoSmithKline Pharmaceuticals       | 2.87 %         | Santé                        |
| GNP IS   | Glenmark Pharmaceuticals              | 1.27 %         | Santé                        |
| LPC IS   | Lupin                                 | 3.29 %         | Santé                        |
| ADE IS   | Adani Enterprises                     | 4.5 %          | Industrie                    |
| AL IS    | Ashok Leyland                         | 0.99 %         | Industrie                    |
| MSEZ IS  | Mundra Port and Special Economic Zone | 2.15 %         | Industrie                    |
| ABNL IS  | Aditya Birla Nuvo                     | 1.48 %         | Industrie                    |
| BHE IS   | Bharat Electronics                    | 0.95 %         | Industrie                    |
| CCRI IS  | Container Corp Of India               | 1.56 %         | Industrie                    |
| CRG IS   | Crompton Greaves                      | 2.96 %         | Industrie                    |
| KKC IS   | Cummins India                         | 1.97 %         | Industrie                    |
| PUNJ IS  | Punj Lloyd                            | 0.42 %         | Industrie                    |
| MPHL IS  | Mphasis                               | 1.02 %         | Technologie de l'information |
| OFSS IS  | Oracle Financial Services Software    | 1.08 %         | Technologie de l'information |
| PATNI IS | Patni Computer Systems                | 0.25 %         | Technologie de l'information |
| TECHM IS | Tech Mahindra                         | 0.72 %         | Technologie de l'information |
| APNT IS  | Asian Paints                          | 4.24 %         | Matériaux                    |
| JSTL IS  | JSW Steel                             | 3.06 %         | Matériaux                    |
| TTCH IS  | Tata Chemicals                        | 1.98 %         | Matériaux                    |
| UNTP IS  | United Phosphorus                     | 1.63 %         | Matériaux                    |
| UTCEM IS | Ultratech Cement                      | 2.96 %         | Matériaux                    |
| GMRI IS  | GMR Infrastructure                    | 1.18 %         | Services aux collectivités   |
| TPW IS   | Torrent Power                         | 1.24 %         | Services aux collectivités   |